# Heteroclytomorpha quadrinotata
Heteroclytomorpha quadrinotata là một loài bọ cánh cứng trong họ Cerambycidae.